# Aleksandra Zabelina
Aleksandra Ivanovna Zabelina (in russo Александра Ивановна Забелина?; Mosca, 11 marzo 1937 – 27 marzo 2022) è stata una schermitrice sovietica, vincitrice di tre medaglie d'oro nella scherma ai giochi olimpici.